# Russisch kruis

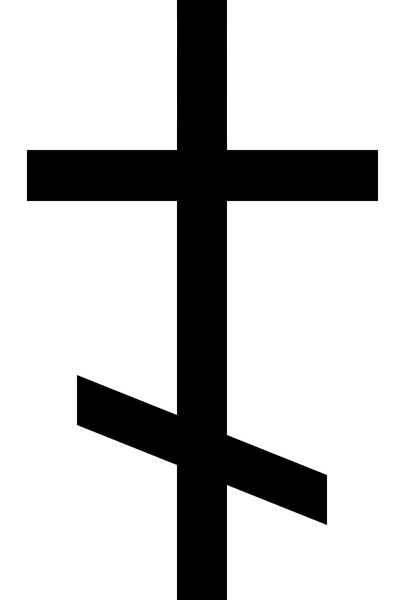
Het Russisch kruis

Het Russisch-orthodoxe kruis is een kruis met twee dwarsbalken, de bovenste horizontaal en de onderste scheef.

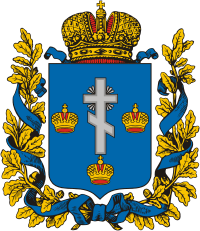
Over het wapen van de gouvernement Cherson van het Russische rijk (19e eeuw)

Bij het concilie van Moskou in 1654 diende de Patriarch van Moskou Nikon een resolutie in om het achtarmige Orthodoxe kruis te vervangen door het zesarmige Russisch-orthodoxe kruis, wat in combinatie met andere beslissingen een raskol in de Russisch-Orthodoxe Kerk veroorzaakte. In de 19e eeuw werd het Russisch-orthodoxe kruis, aangeduid als het "Russische kruis", gebruikt op het wapen van onder andere het gouvernement Cherson (Russische rijk). Russisch-Orthodoxe kerken zijn op de torens of koepels doorgaans voorzien van een Russisch kruis. In de Russisch-orthodoxe kerk wordt de onderste, diagonale dwarsbalk van het kruis gezien als de arm van een weegschaal, waarvan de uiteinden verwijzen naar de twee misdadigers die tezamen met Jezus Christus werden gekruisigd: het opgeheven uiteinde verwijst naar de berouwvolle misdadiger, het naar beneden wijzende gedeelte naar de lasteraar.

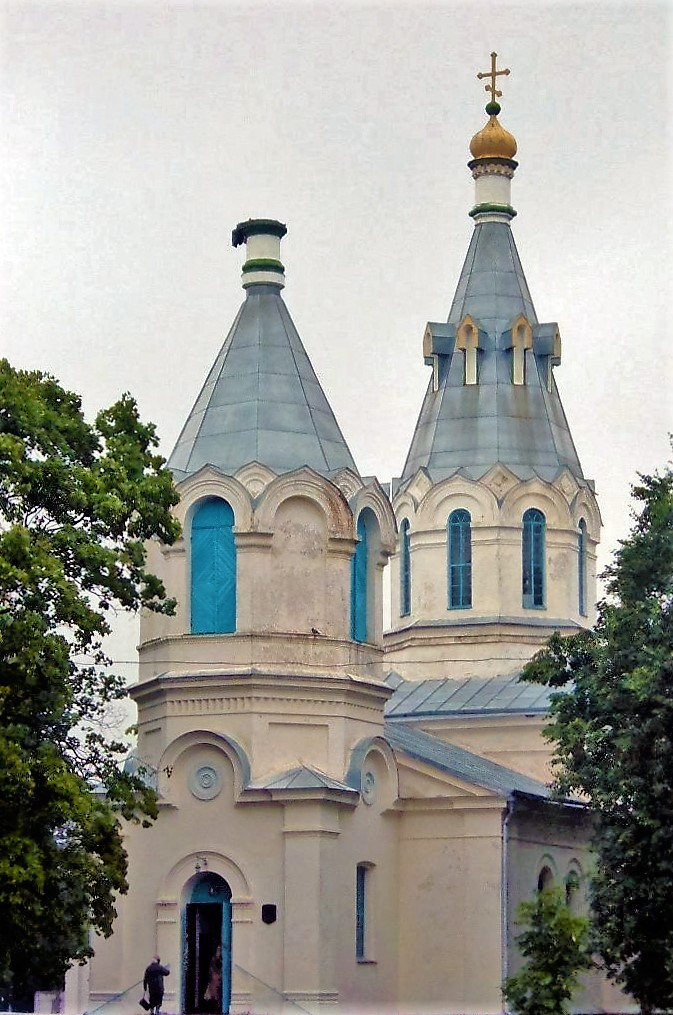
Orthodoxe kerk van de Heilige maagd, Maladzetsjna

## Afbeeldingen

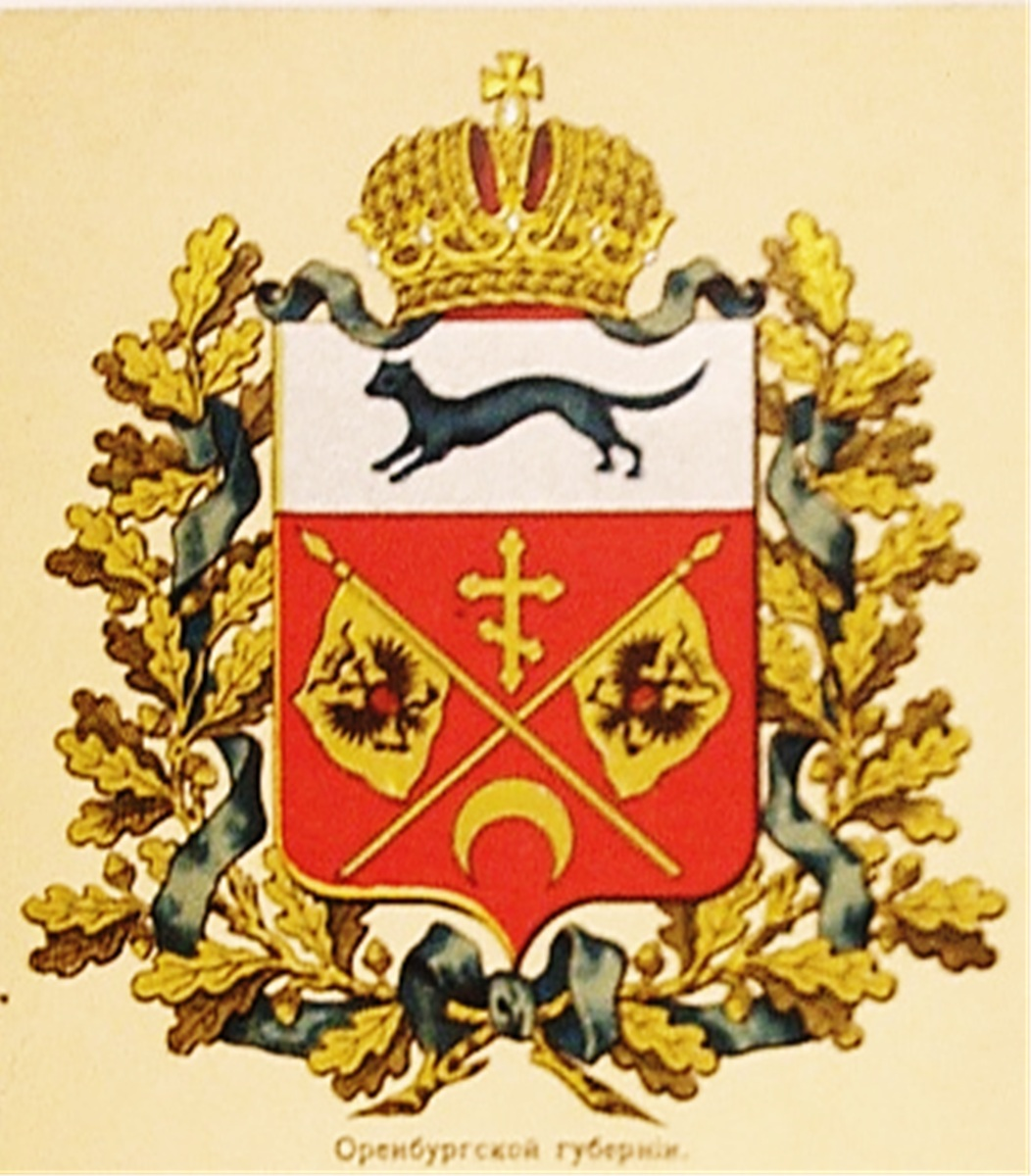
Het wapen van het gouvernement Orenburg (Russische rijk, 1856)
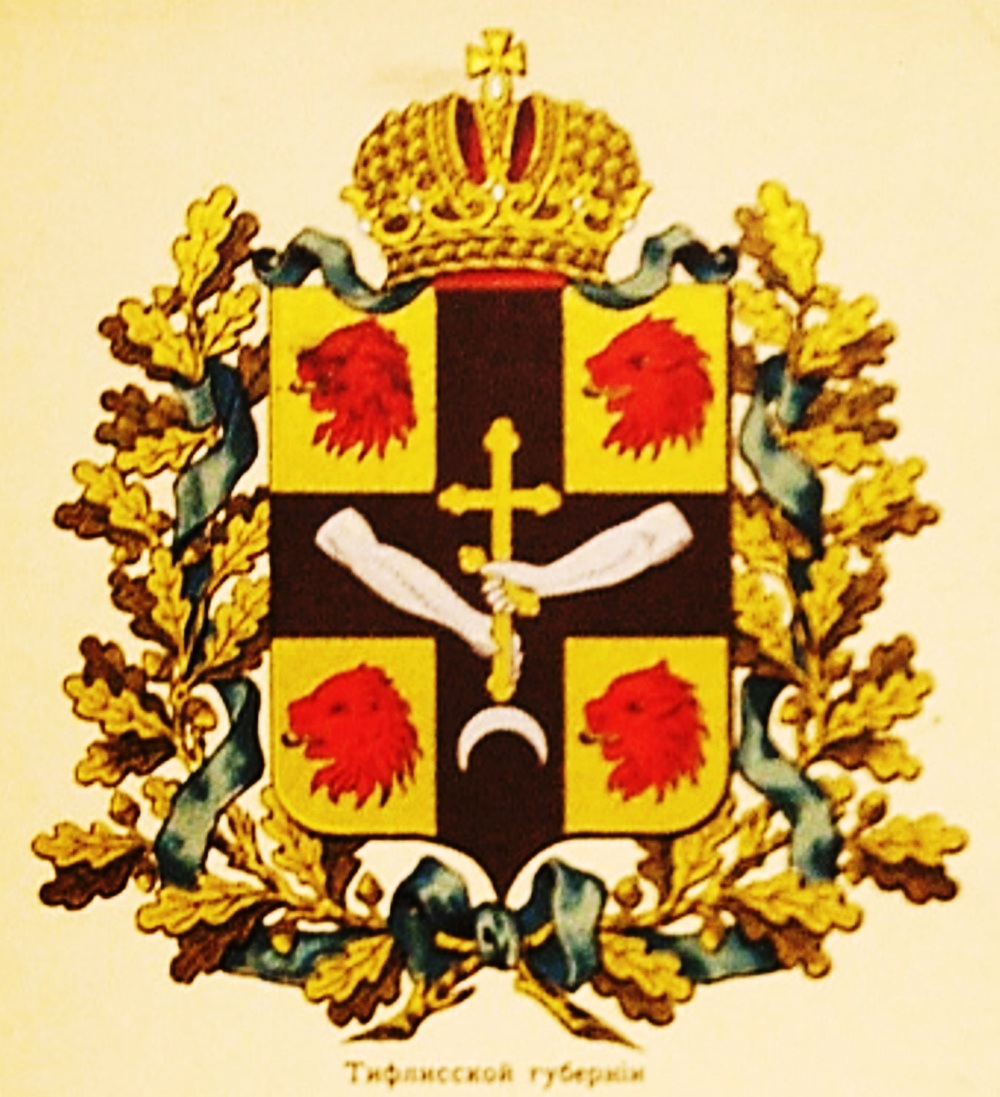
Het wapen van het gouvernement Tiflis (1878)
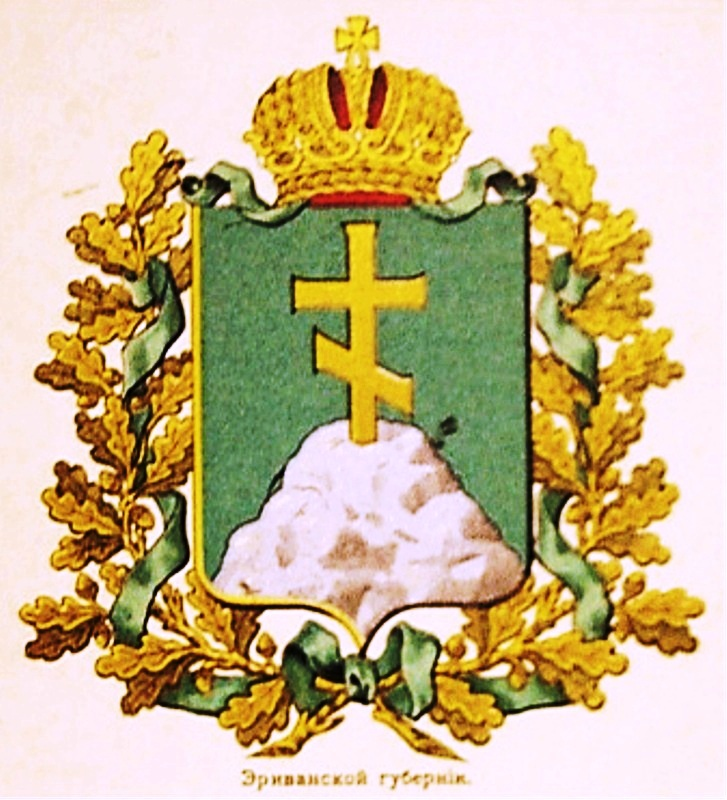
Het wapen van het gouvernement Jerevan (Russische rijk, 1878)
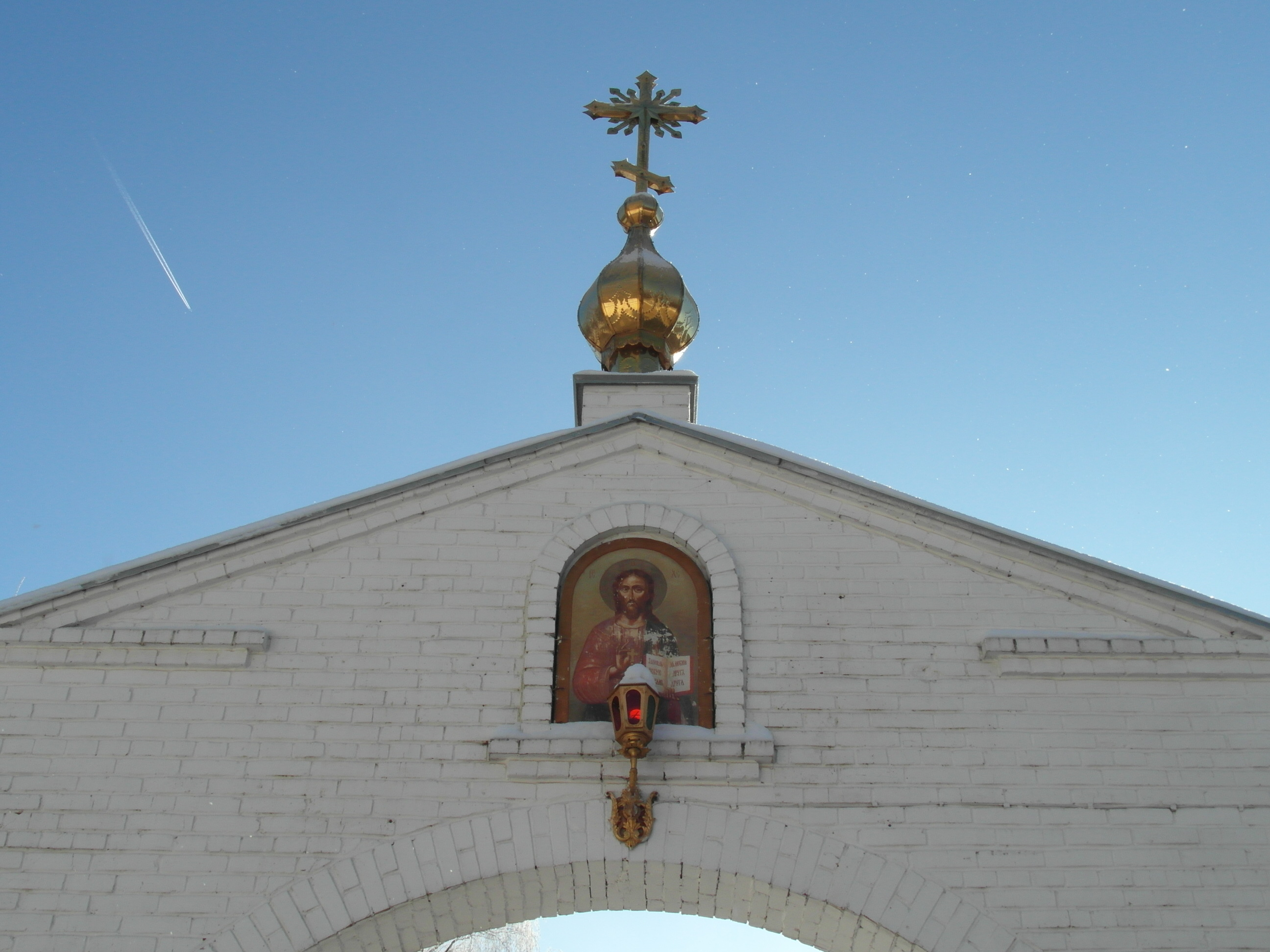
Bij de ingang van het klooster in Novomoskovsk (Rusland, 2014)
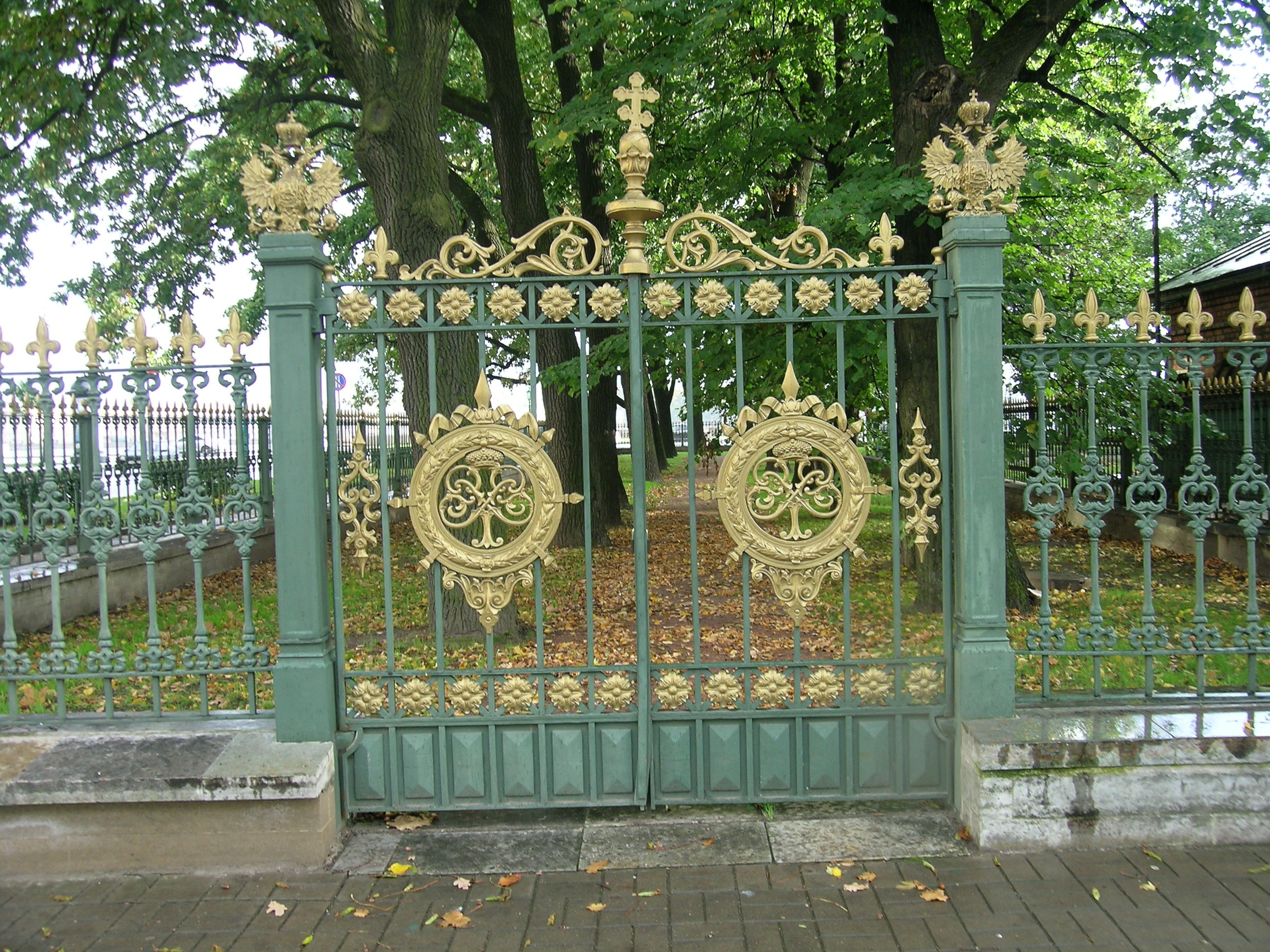
In Sint-Petersburg (2010)